# Diluviallera
Diluviallera, eller smältvattenslera, är en benämning på en stenfri lera bildad i sjöar under istiden, som en slamningsprodukt från moränen. På grund av varierande strömningshastighet förekommer diluvialleran med mer eller mindre tydlig lagring.
Materialet finns ofta i sänkor i jordytan, men detta gäller dock inte alltid. Det finns också högt liggande platåer av diluviallera, vilket förklaras av att sidorna på de sjöar där lera avlagrats bestått helt eller delvis av is. När isen genom sin rörelse passerat över leran har denna ofta utsatts för så högt tryck att lagringens struktur brutits upp eller gått förlorad. I några fall finns exempel på där stora flak av diluviallera lyfts upp av moränen.

## Egenskaper
Diluviallerans färg är ursprungligen grå och har vanligen en kalkhalt av 20 – 50 % kalciumkarbonat (CaCO3). Där diluviallera kommer upp i dagen är översta lagret vittrat och kalken utlakad. Överst finns då kalkfri, gul lera (rödlera), vars gula färg beror på att förekommande järn oxiderat. Därunder finns en gul, något kalkhaltig lera, innan man kommer ner till den oförvittrade grå leran (blålera).

## Användning
Diluvialleran är så gott som stenfri och därför lämplig som tegellera eller krukmakarlera. Mest eftersökt är den gula, kalkfria leran, som ger röda stenar vid bränningen.
Den kalkhaltiga leran (diluvialmärgel), har haft stor användning som märgel för jordförbättring.